# Two-Faced
Two-Faced je šesti studijski album njemačkog thrash metal sastava Tankard. Album je objavljen u ožujku 1994. godine, a objavila ga je diskografska kuća Noise Records. Zadnji je album na kojem gitaru svira osnivač sastava Axel Katzmann.

## Popis pjesama
| 1.    | »Death Penalty«                                   | 5:03 |
| 2.    | »R.T.V.«                                          | 4:33 |
| 3.    | »Betrayed«                                        | 3:33 |
| 4.    | »Nation over Nation«                              | 4:11 |
| 5.    | »Days of the Gun«                                 | 5:32 |
| 6.    | »Cities in Flames«                                | 4:17 |
| 7.    | »Up from Zero«                                    | 5:48 |
| 8.    | »Two-Faced«                                       | 4:59 |
| 9.    | »Ich brauch' meinen Suff« (obrada Strassenjungsa) | 2:54 |
| 10.   | »Cyberworld«                                      | 4:51 |
| 11.   | »Mainhattan«                                      | 4:24 |
| 12.   | »Jimmy B. Bad«                                    | 2:47 |
| 52:52 |                                                   |      |

## Zasluge
| Tankard - Andreas "Gerre" Geremia — vokali - Frank Thorwarth — bas-gitara - Axel Katzmann — gitara, prateći vokali - Andy Boulgaropoulos — gitara, prateći vokali - Arnulf Tunn — bubnjevi Dodatni glazbenici - Harris Johns — prateći vokali - Martin Eckert — prateći vokali - Manuela Ruszczynski — prateći vokali | Ostalo osoblje - Harris Johns — produciranje, miksanje, inženjering - Karl-U. Walterbach — produciranje - Thomas Pätsch — asistent inženjera - Tom Müller — mastering - Sebastian Krüger — omot albuma - Martin Buchwalter — remastering |